# Bach en correctionnelle
Pour plus de détails, voir Fiche technique et Distribution.
Bach en correctionnelle est un film français réalisé par Henry Wulschleger et sorti en 1940.
Il était à l'affiche au Moulin Rouge au début de l'occupation à Paris en août 1940.

## Fiche technique
- Titre : Bach en correctionnelle
- Réalisation : Henry Wulschleger
- Scénario et dialogues : Géo London
- Photographie : Nicolas Toporkoff
- Musique : Vincent Scotto, Geo Sundy, Casimir Oberfeld
- Montage : Andrew Brunelle
- Production :  Société d'Édition et de Location de Films
- Pays de production :  France
- Genre : Comédie
- Durée : 109 minutes
- Date de sortie :
  - France -  31 août 1940
- Affiche : Roger Cartier (France)

## Distribution
- Bach : Papillon
- Yvonne Yma : Madamoiselle Olympe
- Jean Brochard : L'agent de police
- Félix Oudart : Le président du tribunal
- Paul Faivre : Le garde
- Arthur Devère : L'huissier
- Jacques Derives : L'avocat
- Léonce Corne : Leclerc
- Armand Lurville : L'avocat général
- Georges Tréville : Un assesseur
- Géo Lecomte : Le greffier